# Inter caetera

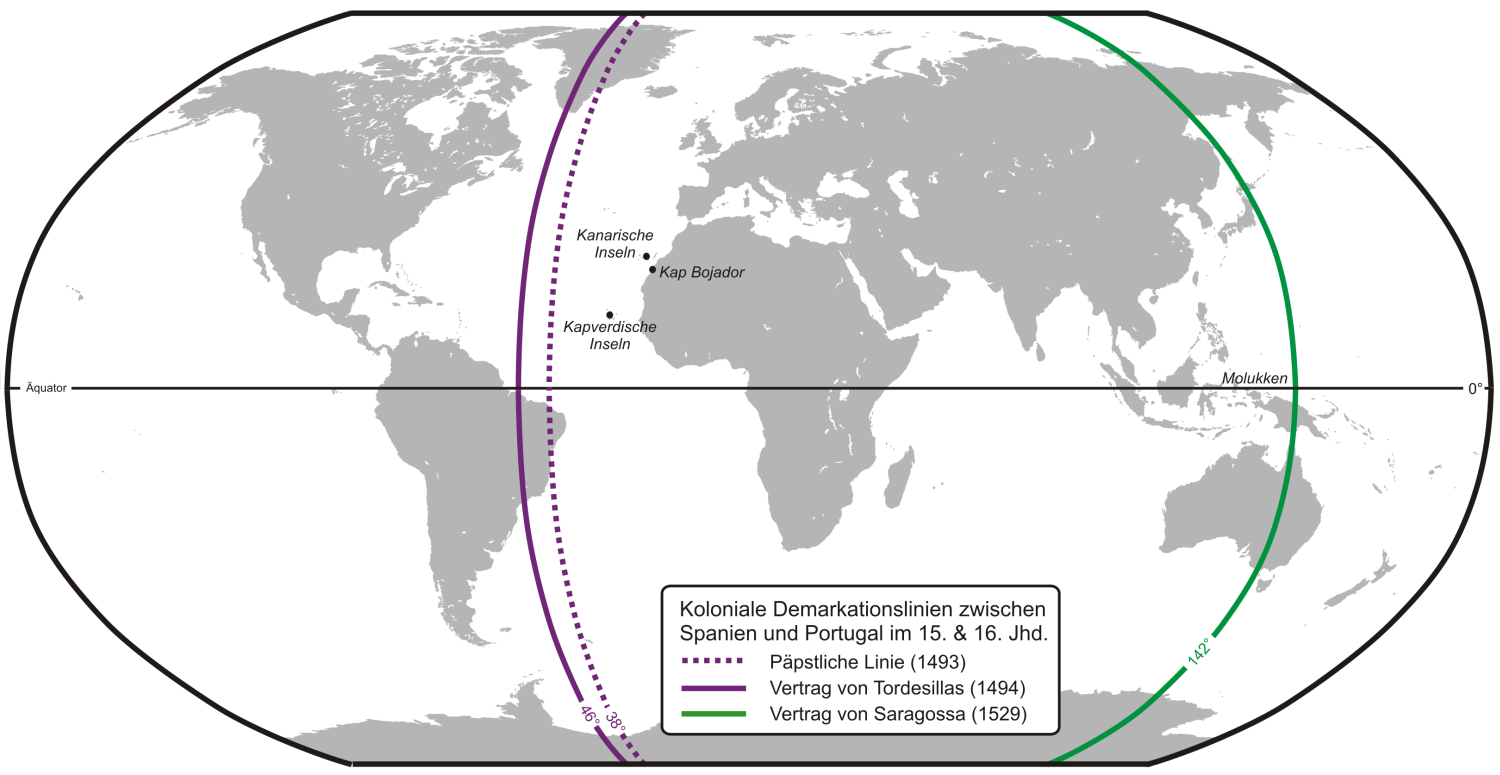
De paarse stippellijn geeft de pauselijke lijn aan.

Inter caetera is een pauselijke bul, op 4 mei 1493 uitgevaardigd door paus Alexander VI, waarin een regeling werd getroffen voor de verdeling van de overzeese gebieden tussen Spanje en Portugal.
Vanaf de 15e eeuw waren Spanje en Portugal in een hevige concurrentiestrijd verwikkeld aangaande de verovering van andere delen van de wereld. De competitie was hard en beide hadden wereldwijd overzeese gebieden bezet. De Portugezen verkenden de kust van Afrika en hadden bezit genomen van de Azoren, de Kaapverdische Eilanden en Madeira. Zij hadden aanvankelijk een voorsprong, zeker toen de Portugees Bartolomeu Dias in 1486 Kaap de Goede Hoop bereikte. In 1492 volgde het Spaanse antwoord toen Christoffel Columbus in dienst van de Spaanse koning het Amerikaanse continent ontdekte.
Vanwege toenemende spanningen wendden ze zich tot de toenmalige paus, Alexander VI, die van Spaanse afkomst was. Daarop verdeelde deze paus de wereld in een Portugees en een Spaans gedeelte door het trekken van een meridiaan die 480 kilometer westwaarts van Kaapverdië lag. Deze verdeling werd opgetekend in de demarcatiebul van 1493. Alles ten oosten van de meridiaan werd Portugees, alles ten westen ervan Spaans. 
In het Verdrag van Tordesillas van 1494 werd deze demarcatielijn alweer aangepast. Door deze aanpassingen werd Brazilië Portugees bezit.
In 2023 werd deze bul door de Heilige Stoel formeel herroepen.